# 북한산성 금위영 이건기비
북한산성 금위영 이건기비(北漢山城 禁衛營 移建記碑)는 대한민국 경기도 고양시 덕양구2에 있는 조선시대의 비석이다. 1979년 9월 3일 대한민국 경기도의 유형문화재 제87호로 지정되었다.

## 개요
북한산성 내의 대성암이라는 암자 아래에 놓여 있는 비로, 수비를 맡고 있던 금위영의 터를 옮긴 후 이를 기념하여 세운 것이다.
북한산성은 삼국시대 이래의 중요한 전략적 요충지로, 백제 개루왕 5년(32)에 처음 지었다. 그 후 조선시대에 와서 임진왜란 및 병자호란을 겪으면서 산성의 중요성이 더욱 두드러지자 숙종 37년(1711) 대대적인 공사를 하게 되었다. 이 산성의 수비대장은 영의정이 겸하였고, 훈련도감·어영청·금위영을 설치하여 이 지역을 수비하였다. 원래 금위영은 동소문(東小門)안에 있었으나 그 지대가 높아 무너지기 쉬우므로, 보국사(輔國寺)아래로 자리를 옮기게 되었다.
화강암으로 이루어진 비는 누워있는 일종의 와비(臥碑)의 형태로, 뒷면은 흙속에 묻혀있고, 비몸 한쪽으로 낙수면을 새긴 지붕돌의 일부가 보인다.
비에 새긴 기록에 의하면, 조선 숙종 41년(1715)에 이 비를 세웠으며, 도제조 이이명이 비문을 지었다 한다.
조선 숙종 41년(1715) 조선 후기의 군사기관인 금위영을 옮긴 기념으로 세운 비이다. 원래 금위영은 소동문(현 대동문)안에 있었으나 그 지세가 높아 비바람이 몰아치면 무너지기 쉬우므로 보국사 아래로 옮기게 되었다. 금위영 이건기비는 이것을 기념하기 위하여 세운 것이다. 화강암의 비는 뒷면이 땅에 묻혀 있고 옥개는 장대석에 앞면에만 낙수면을 새겼다. 즉 臥碑의 형식으로 비문의 끝부분에 ‘乙未卽大明宗禎甲申後 七十二年也 都提調李頣命 識’이란 명문으로 보아 숙종 41년(1715)에 도제조 이이명이 세운 것임을 알 수 있다. 비문에는 “숙종 37년(1711) 4월에 훈련도감, 어영청, 금위영으로 하여금 백제의 옛 성인 북한산성을 나누어 다시 쌓게 하고 각 군영을 설치하도록 하여 군량을 저장하고 유사시에 대응하게 하라고 하니 그해 10월에 성곽의 보수가 완료되었다. 금위영은 용암 동남쪽에서 보현봉 아래까지 2,821보를 쌓았다. 4개 사찰이 성내에 있으며 군영의 막사와 창고 90여 칸은 3월에 4개 사찰 중 하나인 보국사로 옮겼다. 공사는 8월에 준공하였다”라고 새겨져 있다.

## 같이 보기
- 금위영

## 참고 자료
- 북한산성 금위영 이건기비 - 국가유산청 국가유산포털